# Mariakerk (Bornwird)
De Mariakerk van Bornwird is een monumentale, in de 13e eeuw gebouwde, kerk in Bornwird in de Nederlandse provincie Friesland. De kerk staat op een hoge terp.

## Geschiedenis
De bouw van de kerk is begonnen rond 1200 met het koor. Het romanogotische schip is in de jaren daarna in de 13e eeuw gebouwd. De kerk werd gewijd aan Maria.
De kerk is meerdere malen ingrijpend gewijzigd. In de 16e eeuw werd de kerk verhoogd. Een later aangebouwde toren werd in de 19e eeuw weer afgebroken. In 1898 werd een nieuwe torenspits geplaatst. Ook de oorspronkelijk gebogen koorafsluiting is vervangen. Op een gedeelte van het dak liggen halfronde pannen, beurtelings met de bolle en met de holle kant naar boven. Dergelijke dakpannen worden ook nonnen en monniken genoemd. In de kerk zijn nog resten van muurschilderingen bewaard gebleven.
De kerk is erkend als een rijksmonument. Eigenaar is de Stichting Alde Fryske Tsjerken. De kerk wordt verhuurd en is een officiële trouwlocatie.